# Liste des ports Panamax
Un port Panamax est un port en eau profonde qui peut accueillir un navire Panamax entièrement chargé. Avec l'achèvement du projet d'expansion du canal de Panama en 2016, cette liste devra être considérablement révisée en raison des plus gros navires « post-panamax » transitant par le Panama. D'autres listes sont nécessaires pour les navires Valemax et Chinamax encore plus grands.

## Afrique

### mer Méditerranée
- Djendjen ( Jijel ), Algérie
- Tanger-Med, Maroc

### océan Atlantique
Du nord au sud
- Nouadhibou, Mauritania — iron ore terminal.
- Nouakchott, Mauritania — proposed railhead for phosphate mine.
- Sekondi-Takoradi, Ghana — built 1928
- Tema, Ghana — built 1961
- Cotonou — Benin
- Lomé — Togo
- Lekki Port, Nigeria under construction, largest deep water port in Africa with post-panamax capacity[2]
- Port Kamsar, Guinea — bauxite loading port, origin of Kamsarmax ship type.
- São Tomé e Príncipe - island transhipment port.
- Monrovia, Liberia — proposed deepening to 20m for 200,000t vessels.
- Ibom Deep Sea Port, Nigeria — undergoing implementation[3]
- Kribi, Cameroon — oil terminal
- Owendo, Gabon — railhead
- Lobito, Angola
- Walvis Bay, Namibia — railhead
- Saldanha Bay, South Africa [réf. nécessaire]

#### Proposé
(du nord au sud)
- Bargny, Sénégal [4]
- Matakong, Guinée — port en eau profonde pour le minerai de fer de Simandou et Kalia
- Tagrin Point, Sierra Leone — pour le minerai de fer
- San Pédro, Côte d'Ivoire — pour le minerai de fer
- Port Notel Ocean Terminal, Ibeno Akwa-Ibom, Nigéria
- Ikot Akpatek, Akwa-Ibom, Nigéria — proposé
- Lolabé, Cameroun — exportation de minerai de fer
- Malabo, Guinée équatoriale
- Santa Clara, Gabon — port en eau profonde proposé avec tête de ligne pour le minerai de fer de Makokou
- Indienne, Congo [5]
- Barra do Dande, Angola ( Province de Bengo )
- Shearwater Bay, Namibie — charbon [6] (30 km au sud de Lüderitz )

### mer Rouge
- Berbera, Somalie
- Port Soudan, Soudan
- Massawa, Érythrée

### océan Indien
(du nord au sud)
- Mogadiscio, Somalie
- Kismayo, Somalie
- Port de Kilindini, Mombasa, Kenya [7]
- Mtwara, Tanzanie
- Port de Nacala, Mozambique — tête de ligne pour le Malawi
- Richards Bay, Afrique du Sud
- Ngqura, Afrique du Sud

#### Proposé
- (du nord au sud)
- Port de Lamu, Lamu, Kenya
- Pangani, Tanzanie [8]
- Pemba, Mozambique
- Technobanine Point, Mozambique
- Port de Vizjinjam, Kerala, Inde [9]

## Amériques

### Canada

#### océan Arctique
- Port de Churchill — terminal sur la baie d'Hudson qui gère le grain, les marchandises en vrac, les marchandises générales et les navires-citernes.

#### océan Atlantique
- Sept-Îles — terminal de minerai de fer sur le fleuve Saint-Laurent.
- Port Cartier — terminal de minerai de fer sur le fleuve Saint-Laurent.
- Saguenay — port en eau profonde sur la rivière Saguenay[10]
- Québec — terminal en eau profonde sur le fleuve Saint-Laurent et porte d'entrée des Grands Lacs, capable d'accueillir des navires Panamax et Capesize de 50 pieds d'eau à marée basse
- Chandler — grand quai en eau profonde
- Melford Terminal (proposé) — terminal en eau profonde sur le détroit de Canso.
- Port de Saint John - port en eau profonde dans la baie de Fundy.
- Port de Halifax — port à conteneurs à service complet le plus à l'est de l'Amérique du Nord.
- Sydney

#### océan Pacifique
- Port de Prince Rupert — port en haute mer avec des liaisons ferroviaires directes vers les principales villes nord-américaines.
- Port Alberni — canal en forme de fjord dans lequel les navires de haute mer et les navires de croisière peuvent facilement naviguer.
- Port de Vancouver — port d'entrée moderne sur la côte ouest du Canada.
- Terminaux de Squamish — terminal breakbulk sur la côte ouest du Canada spécialisé dans le transport de marchandises forestières, sidérurgiques et de projet.
- Crofton — Le principal facteur de son emplacement est la profondeur de l'eau, inhabituelle pour la côte est de l'île de Vancouver.
- Kitimat — transport maritime en eau profonde toute l'année relie l'Amérique du Nord à l'océan Pacifique et à la côte pacifique. Selon le processus d'examen technique des terminaux maritimes et des sites de transbordement de Transports Canada (TERMPOL), le passage vers le port de Kitimat est "accessible en toute sécurité par les navires Panamax, les VLCC (Very Large Crude Carrier) et les Ultra Large Crude Carriers (ULCC). à 320 000 DWT. Un port stratégique dans le projet de pipeline Enbridge Northern Gateway.

### Groenland

#### océan Arctique
- Base aérienne de Thulé, Groenland — port en eau profonde le plus septentrional du monde[11].

### États-Unis

#### océan Atlantique
- Port de Boston
- Port de New York et New Jersey, comprend
  - Terminal maritime de Port Newark-Elizabeth
  - Port Jersey
- Port de Philadelphie [12]
- Port de Wilmington
- Port de Baltimore
- Hampton Roads — complexe comprend des installations navales et commerciales
  - Port de Virginie
  - Station navale de Norfolk
- Port de Morehead City
- Port de Charleston
- Port de Savannah
- Port de Jacksonville
- Port Canaveral
- Port Everglades
- Port de Miami

#### Golfe du Mexique
- Port Corpus Christi — cinquième plus grand port des États-Unis en tonnage total[13]. Les navires de classe Panamax sont manutentionnés au terminal de vrac du port.
- Port de Tampa
- Port of Mobile — seul port en eau profonde de l'état de l'Alabama
- Port de la Nouvelle-Orléans
- Port de Beaumont — port en eau profonde situé à Beaumont, Texas.
- Port de Galveston — plus ancien port de la côte du golfe, à l'ouest de la Nouvelle-Orléans.
- Port de Houston — situé à Houston, au Texas, dixième port le plus achalandé au monde en tonnage.

#### océan Pacifique
- Port de Seattle
- Port de Tacoma
- Port Madison — parfois appelé Port Madison Bay, une baie en eau profonde située sur Puget Sound.
- Port Angeles
- Port de Grays Harbour
- Port de Longview
- Port de Kalama
- Port de Vancouver USA
- Port de Portland — trois terminaux post-Panamax.
- Port de Coos Bay — le deuxième port maritime le plus fréquenté de l'Oregon
- Port de Humboldt Bay — (aka Port of Eureka ) le seul port en eau profonde en Californie au nord de la baie de San Francisco
- Port de Richmond
- Port de Stockton — le port en eau profonde le plus éloigné de la Californie.
- Port d'Oakland — chenal a cinquante pieds de profondeur et huit cents pieds de largeur.
- Port de Redwood City — résultant du dragage de l'embouchure du ruisseau Redwood
- Port de Hueneme — seul port en eau profonde entre Los Angeles et San Francisco, et le seul port militaire en eau profonde entre la baie de San Diego et Puget Sound
- Port de Los Angeles — port le plus fréquenté des États-Unis.
- Port de Long Beach — un des ports à conteneurs les plus fréquentés au monde.
- Port de San Diego — abrite l'essentiel de la flotte de porte-avions du Pacifique de la marine américaine Seuls les neuf premiers milles (14 km) de la baie sont accessibles aux navires Panamax.

### Amérique latine et Caraïbes

#### océan Atlantique
- Buenos Aires — Argentine
- Bahía Blanca — Argentine
- Quequén — Argentine
- Port de Tubarão, Vitória — Brésil, plus grand port d'embarquement de minerai de fer du monde port en eau profonde recevant des navires 350000 tonnes
- Ponta da Madeira — Brésil
- Ponta Ubu — Brésil
- Guaiba — Brésil, terminal d'exportation de minerai de fer détenu et exploité par Vale (ex CVRD) dans la baie de Sepetiba
- Itaguai — Brésil, terminal d'exportation de minerai de fer maintenant détenu et exploité par Vale (ex CVRD) dans la baie de Sepetiba
- Montevideo
- Paranaguá — Brésil, matières premières
- Rio Grande — Brésil, matières premières

#### Mer des Caraïbes
- Barranquilla, Colombie
- Bridgetown — projet de dragage lancé en 2002 permet désormais à certains des plus grands navires de croisière du monde d'accoster à la Barbade.
- Grand Bahama, Bahamas — Port à conteneurs de Freeport
- Carthagène, Colombie
- Ciénaga, Colombie — port d'exportation de charbon
- Colón — Panama
- Boca Grande, Venezuela — Station de transfert de minerai de fer
- Port Lafito — Port-au-Prince, Haïti
- Port of the Americas (Port of Ponce) — capable de desservir les navires post-Panamax avec une profondeur de contrôle de 50 pieds (15,24 m)[14] .

#### océan Pacifique
- Buenaventura, Colombie
- Valparaíso — Chili
- Manta — Équateur
- Puerto Bolívar — Équateur
- Port d'Ensenada, Baja California — Mexique
- Port de Lázaro Cárdenas — Mexique
- Manzanillo, Colima — Mexique

#### Proposé
- Punta Colonet, Baja California [15] — Mexique
- Posorja [16] — Équateur

## Asie

### Bangladesh

#### Proposé
- Payra, Patuakhali
- Sonadia (près de Cox's Bazar )

### Brunei
- Muara — le seul port en eau profonde du Brunei

### Cambodge
- Port de Sihanoukville

### Chine
- Anqing
- Beihai
- Caofeidian
- Dalian
- Dandong
- Dongguan
- Fangchenggang
- Foshan
- Fuzhou
- Guangzhou
- Haikou
- Huanghua
- Huizhou
- Huludao
- Humen
- Jiangyin
- Jiaxing
- Jingtang
- Jinzhou
- Lianyungang
- Lianyungang
- Longkou
- Luzhou
- Macun
- Maoming
- Meizhou
- Nanjing
- Nantong
- Nouveau port maritime
- Ningbo-Zhoushan
- Qingdao
- Qinhuangdao
- Qinzhou
- Quanzhou
- Rizhao
- Shanghai
- Shantou
- Shenzhen
- Port sud
- Suzhou
- Taizhou
- Tianjin
- Weihai
- Wenzhou
- Wuhan
- Xiamen
- Xiuying
- Yangjiang
- Yangpu
- Yangshan
- Yangzhou
- Yantai
- Yantian
- Yingkou
- Yueyang
- Zhangzhou
- Zhanjiang
- Zhenjiang
- Zhongshan
- Zhuhai

### Hong Kong
- Kwai Chung / Tsing Yi
- Tuen Mun

### Inde
- Port de Dhamra
- Jawaharlal Nehru Port Trust, Navi Mumbai
- Krishnapatnam

#### Proposé
- Port de Trivandrum, Trivandrum, Kerala
- Port de Dahej, Bharuch, Gujarat

### Japon
- Port de Yokohama — Port polyvalent post-Panamax
- Kashima — conteneurs, vrac sec et humide et port de marchandises diverses
- Fukuyama — port de vrac polyvalent et sec

### Malaisie
- Port de Tanjung Pelepas
- Port de Johor
- Port en haute mer de Melaka Gateway (prévu)

### Myanmar
- Port de Thilawa
- Port Dawei

#### Proposé
- Kyaukphyu — pour l'importation de pétrole en Chine

### Pakistan
- Port Qasim
- Port de Gwadar
- Port de Karachi

### Philippines
- Port de Manille
- Port international de Batangas
- Port de Subic
- Terminal de céréales en vrac de Mabini

### Taïwan
- Kaohsiung

### Arabie Saoudite
- Dammam
- Port maritime de Djeddah

### Singapour
- Port de Singapour

### Sri Lanka
- Colombo
- Hambantota[17]

### Thaïlande
- Laem Chabang (1991)

### Emirats Arabes Unis
- Jebel Ali / Dubaï

### Vietnam

#### Proposé
- Port de Van Phong

## L'Europe

### Nordique / Baltique
- Reyðarfjörður, dans l'est de l'Islande
- Narvik, nord de la Norvège
- Göteborg, (côte ouest de la Suède) — plus grand port de Scandinavie
- Aarhus, (post-Panamax, port principal du Danemark)
- Gdańsk, (Baltimax, post-Panamax, principal port de Pologne)
- Norrköping, (côte est de la Suède)
- Södertälje, Stockholm
- Helsinki, (post-Panamax, principal port de Finlande)
- Port de Kokkola, (Capesize, principalement en vrac)
- Port de Pori
- Tallinn, Estonie
- Sillamäe, Estonie
- Klaipeda, Lituanie

### Mer du Nord / continent
- JadeWeserPort, Wilhelmshaven, Basse-Saxe, Allemagne (pétrole, charbon, produits chimiques. )
- Port d'Amsterdam, Hollande septentrionale, Pays-Bas
- IJmuiden, Hollande septentrionale, Pays-Bas
- Rotterdam, Hollande méridionale (post-Panamax) — plus grand port d'Europe
- Zeebrugge, Flandre Occidentale, Belgique
- Anvers, Belgique
- Dunkerque, nord de la France (différents types de manutention de liquides et de vrac. )
- Le Havre, nord de la France (pétrole, charbon, produits chimiques, conteneur. Tirant d'eau jusqu'à 82 pieds)
- Zeeland Seaports, Zeeland, ports de Vlissingen et Terneuzen
- Port de La Rochelle, Charente-Maritime, France

### Ibérie et Méditerranée
- Algeciras, Andalousie, Espagne
- Port de Barcelone, Catalogne, Espagne
- Cagliari, Sardaigne, Italie
- Gijon, Asturies, Espagne (tirant d'eau jusqu'à 59 pieds)
- Gioia Tauro, sud de l'Italie
- Port de Marseille-Fos, France
- Omišalj, Croatie (terminal pétrolier supertanker)
- Port de Rijeka, Croatie
- Port de Gênes, Italie
- Port de Lisbonne, Portugal
- Sines, Portugal
- Port du Pirée, Grèce
- Port de Trieste, Italie (tirant d'eau jusqu'à 18 m / 59 pieds)

### Grande Bretagne
- Southampton, Manche (post-Panamax, port de ligne traditionnel)
- Teesport, Middlesbrough, Mer du Nord
- Falmouth, Cornwall, océan Atlantique
- Port de Tyne, Newcastle, Mer du Nord
- Felixstowe, Mer du Nord (après Panamax, 35% du trafic de conteneurs au Royaume-Uni)
- Barrow, mer d'Irlande
- Liverpool, mer d'Irlande. Nouveau terminal à conteneurs post-Panamax en construction[18], ouverture pour coïncider avec l'élargissement du canal de Panama. Accueille les navires de croisière de 345 mètres (1 131,8897655 pi) de longueur et 10 mètres ( Unité «  » inconnue du modèle {{Conversion}}.) tirant d'eau.
- Port Talbot, mer d'Irlande
- Milford Haven, mer d'Irlande
- Invergordon, Moray Firth
- Terminal Hunterston, Firth of Clyde
- Hound Point, Firth of Forth
- Porte de Londres . Thurrock, estuaire de la Tamise
- Port de Portland, port de Portland, Manche

### Irlande
- Cork, port multimodal en eau profonde, côte sud de l'Irlande. Mer Celtique / Océan Atlantique.
- Aughinish, Irlande
- Moneypoint, Irlande

## Océanie

### Australie
- Port de Townsville — port militaire, minerais, engrais, concentrés, sucre et véhicules à moteur, capable d'accueillir 4 navires Panamax à la fois.
- Abbot Point — Terminal d'exportation de charbon
- Dalrymple Bay — terminal d'exportation de charbon, partie de Hay Point, Queensland
- Terminal d'exportation de charbon de Hay Point — BHP (joint-venture BMA)
- Gladstone — charbon
- Port de Brisbane — charbon, conteneurs
- Newcastle — charbon, blé
- Port Botany (Sydney) — conteneurs
- Port Kembla — charbon, blé, voitures
- Melbourne
- Geelong
- Portland, Victoria
- Adelaide Outer Harbour — approfondi à Post-Panamax (alias NewPanamax ) en 2006.
- Port Giles
- Port Bonython, Capesize — pétrole, GPL, diesel et minerai de fer proposé en attendant l'approbation et la construction de la deuxième jetée [19]
- Whyalla, SA — 65000 t de navires dans le port intérieur, les vraquiers de minerai de fer Capesize desservis dans le golfe de Spencer par transbordement
- Port Lincoln — grain
- Fremantle, Australie-Occidentale ( Perth )
- Geraldton, Australie-Occidentale ( Midwest )
- Port d'Oakajee — en construction [20]
- Dampier — nord-ouest de l'Australie-Occidentale — minerai de fer.
- Mise à niveau 80 du cap Lambert [21] mtpa à 180 mtpa
- Port Hedland — nord-ouest de l'Australie-Occidentale — minerai de fer.
- East Arm Wharf (Port de Darwin) — Panamax

### Nouvelle-Zélande
- Ports d'Auckland, Auckland
- Lyttelton
- Marsden Point, Whangarei
- Port Taranaki, New Plymouth
- Port Chalmers, Dunedin
- Tauranga[22]

### Autre
- Apra Harbour — port en eau profonde sur le côté ouest de Guam.

## Plans
- Afrique
- Asie du sud est

## Voir également
- Liste des ports de transbordement les plus fréquentés au monde
- Porto sec
- Opérations de transfert maritime
- Navire marchand
- Transport pétrolier